# Canis lepophagus

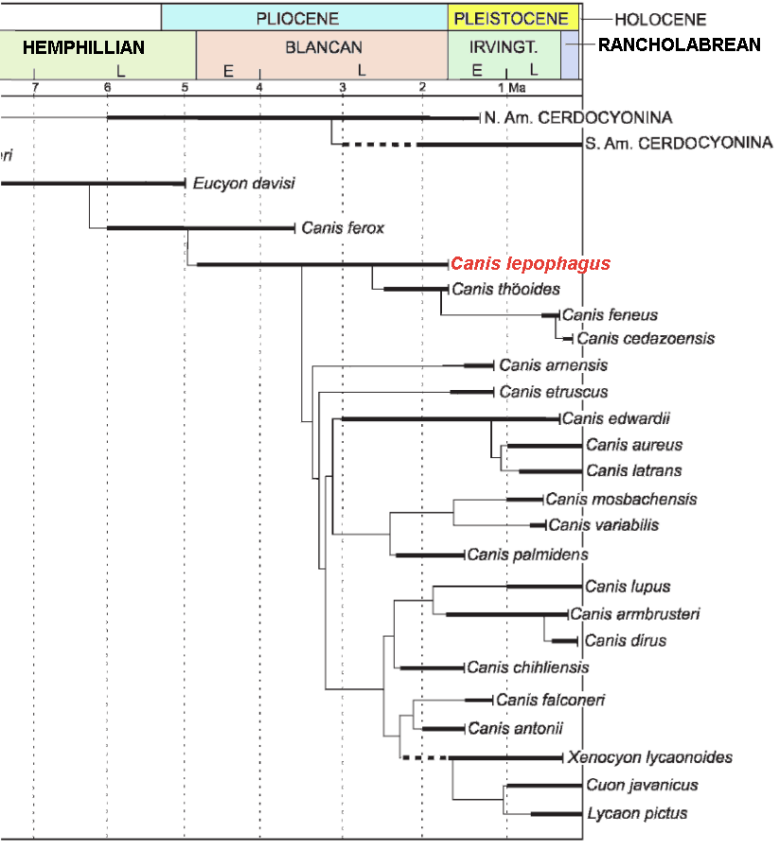
Línea temporal de los cánidos, destacando a Canis lepophagus en rojo (Tedford & Wang)

El lobo devorador de liebres o coyote de Johnston (Canis lepophagus) es una especie extinta de mamífero carnívoro de la familia de los cánidos que habitó en la mayor parte de América del Norte durante la época del Mioceno alcanzando el Pleistoceno Inferior, hace entre 10.3 a 3.6 millones de años. Es una de las especies más basales del género Canis, habiendo existido antes que sus clados principales se separaran. Era un cánido pequeño y con un cráneo estrecho que puede haber dado origen al lobo gris y al coyote. Algunos fósiles de C. lepophagus de mayor tamaño y hocicos anchos encontrados en el norte de Texas pueden representar el linaje ancestral del que se derivan los lobos verdaderos.
C. lepophagus vivió en un período en el que existieron varios otros tipos de cánidos en América del Norte, de la extinta subfamilia Borophaginae como Epicyon (20.6-5.330 Ma), Paratomarctus (16.3-5.3 Ma), Borophagus (23.3-3.6 Ma), Carpocyon (20.4-3.9 Ma) y Aelurodon (23.03-4.9 Ma).

## Distribución fósil
C. lepophagus fue nombrado por Johnson en 1938. Su primer registro fósil fue encontrado en Cita Canyon, Texas. Posteriores descubrimientos de especímenes adicionales fueron efectuados en otros cuatro sitios en Texas, en Nuevo México, el occidente del Estado de Washington en el Río Santa Fe, Florida, Black Ranch en el norte de California, y sitios en Nebraska, Idaho, Utah y Oklahoma.
Un espécimen fue examinado por Legendre y Roth para determinar su peso, obteniendo una masa de 18.5 kg, en tanto que otro se estimó que pesaría unos 17 kg.